# National Center for Supercomputing Applications

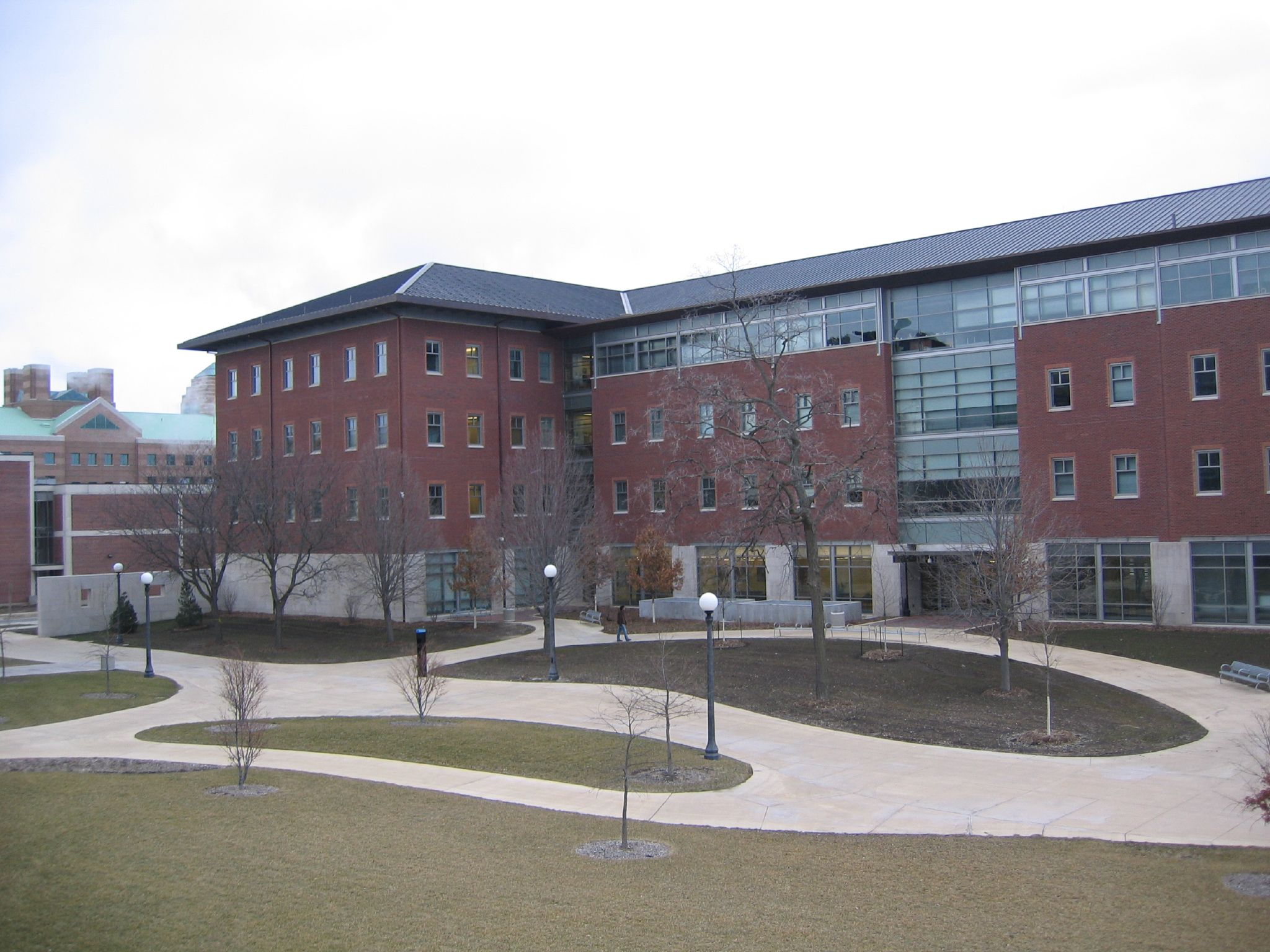
NCSA Building, 1205 W. Clark St., Urbana, IL 61801.

Il National Center for Supercomputing Applications (NCSA), che si trova presso la Università dell'Illinois a Urbana-Champaign, fornisce calcolo, dati, networking, risorse di visualizzazione e servizi.
Fornisce risorse informatiche a elevate performance a centri di ricerca sparsi per tutti gli Stati Uniti. Il centro è supportato dalla National Science Foundation, lo stato dell'Illinois, l'University of Illinois, vari partner privati e agenzie federali.

## Storia
L'NCSA è stato uno dei cinque centri originali nel Supercomputer Centers Program della National Science Foundation. Larry Smarr scrisse una proposta per mettere in luce i futuri bisogni della ricerca scientifica; altri sette docenti di varie università dell'Illinois si unirono a lui come co-principal investigators, e molti altri fornirono descrizioni di ciò che avrebbe potuto essere fatto se la proposta di Smarr (nota come Black Proposal, dal colore della sua copertina) fosse stata accettata. Essa venne sottoposta all'NSF nel 1983; la stessa agenzia nel 1984 fondò l'Office of Scientific Computing e annunciò una competizione nazionale per fondare un centro di ricerca con supercomputer del tutto analogo a quello descritto nella Black Proposal.
La National Science Foundation annunciò il finanziamento per i centri di calcolo nel 1985; il primo supercomputer all'NCSA fu collegato nel gennaio del 1986.